# (343) Ostara
(343) Ostara – planetoida z pasa głównego asteroid okrążająca Słońce w ciągu 3 lat i 274 dni w średniej odległości 2,41 j.a. Została odkryta 15 listopada 1892 roku w Landessternwarte Heidelberg-Königstuhl w Heidelbergu przez Maxa Wolfa. Nazwa planetoidy pochodzi od Ostary (w staroangielskim Ēostre), w wierzeniach Anglosasów bogini wiosny. Przed jej nadaniem planetoida nosiła oznaczenie tymczasowe (343) 1892 N.